# Euophrys omnisuperstes
Euophrys omnisuperstes is een spinnensoort in de taxonomische indeling van de springspinnen (Salticidae).
Het dier behoort tot het geslacht Euophrys. De wetenschappelijke naam van de soort werd voor het eerst geldig gepubliceerd in 1975 door Fred R. Wanless. Deze spin is gevonden op een hoogte van 6700 meter door een onderzoeksteam op de Mount Everest in 1924. Daarmee is het hoogstwaarschijnlijk dat dit de hoogst levende niet-microscopische diersoort is.